# 817 (szám)
A 817 (római számmal: DCCCXVII) egy természetes szám, félprím, a 19 és a 43 szorzata.

## A szám a matematikában
A tízes számrendszerbeli 817-es a kettes számrendszerben 1100110001, a nyolcas számrendszerben 1461, a tizenhatos számrendszerben 331 alakban írható fel.
A 817 páratlan szám, összetett szám, azon belül félprím, kanonikus alakban a 191 · 431 szorzattal, normálalakban a 8,17 · 102 szorzattal írható fel. Négy osztója van a természetes számok halmazán, ezek növekvő sorrendben: 1, 19, 43 és 817.
Középpontos hatszögszám.
A 817 négyzete 667 489, köbe 545 338 513, négyzetgyöke 28,58321, köbgyöke 9,34847, reciproka 0,0012240. A 817 egység sugarú kör kerülete 5133,36240 egység, területe 2 096 978,539 területegység; a 817 egység sugarú gömb térfogata 2 284 308 621,5 térfogategység.